# NGC 191
NGC 191 é uma galáxia espiral barrada (SBc/P) localizada na direcção da constelação de Cetus. Possui uma declinação de -09° 00' 10" e uma ascensão recta de 0 horas, 38 minutos e 59,2 segundos.
A galáxia NGC 191 foi descoberta em 28 de Novembro de 1785 por William Herschel.